# إروين وينكلر
إروين وينكلر (بالإنجليزية: Irwin Winkler)‏ (و. 1931  م) هو منتج أفلام، ومخرج أفلام، وكاتب سيناريو أمريكي، ولد في نيويورك.

## التعليم
تعلم في جامعة نيويورك.

## الخدمة العسكرية
خدم في القوات البرية للولايات المتحدة.

## جوائز وترشيحات
حصل على جوائز منها:
جوائز
- جائزة الأوسكار لأفضل فيلم، عن عمل: روكي

ترشيحات
- جائزة الأوسكار لأفضل فيلم، عن عمل: الأصدقاء الطيبون
- جائزة الأوسكار لأفضل فيلم، عن عمل: الثور الهائج
- جائزة الأوسكار لأفضل فيلم، عن عمل: الرجال الحقيقيون

ترشح لـ:
- جائزة الأوسكار لأفضل فيلم، عن عمل: روكي
- جائزة الأوسكار لأفضل فيلم، عن عمل: الرجال الحقيقيون
- جائزة الأوسكار لأفضل فيلم، عن عمل: الثور الهائج
- جائزة الأوسكار لأفضل فيلم، عن عمل: الأصدقاء الطيبون.

## وصلات خارجية
- إروين وينكلر على موقع IMDb (الإنجليزية)
- إروين وينكلر على موقع ألو سيني (الفرنسية)
- إروين وينكلر على موقع ميوزك برينز (الإنجليزية)
- إروين وينكلر على موقع أول موفي (الإنجليزية)
- إروين وينكلر على موقع بوكس أوفيس موجو (الإنجليزية)
- إروين وينكلر على موقع قاعدة بيانات الأفلام السويدية (السويدية)
- إروين وينكلر على موقع إن إن دي بي (الإنجليزية)
- إروين وينكلر على موقع قاعدة بيانات الفيلم (الإنجليزية)
- إروين وينكلر على موقع كينوبويسك (الروسية)